# Lophopleura eurzonalis
Lophopleura eurzonalis är en fjärilsart som beskrevs av George Francis Hampson 1897. Lophopleura eurzonalis ingår i släktet Lophopleura och familjen mott. Inga underarter finns listade i Catalogue of Life.